# Марико Ебралидзе
Марико Ебралидзе (р. 1984, Тбилиси) е грузинска певица, която представя страната си на „Евровизия 2014“ съвместно с джаз триото „Дъ Шин“.

## Образование и кариера
Завършва музикално училище с пиано в грузинската столица. По-късно продължава образованието си със специалност поп пеене в местния музикален колеж „Закария Палиашвили“, който завършва през 2000 година. За периода от 2004 до 2008 година учи в музикално-педагогически институт и впоследствие получава бакалавърска степен.
Участва съвместно с групи, чиито основни стилове са джаз и соул, ходи на участия в столични клубове. От 2008 година е солист към общинския оркестър на Тбилиси.